# Solid Ground (пісня Маріт Ларсен)
«Solid Ground» (укр. Упевненість в собі) – п'ятий трек та четвертий сингл дебютного студійного альбому норвезької співачки Маріт Ларсен, випущений у 2007 році. Через кілька тижнів, після виходу, він досяг 1 місця в норвезьких радіо-чартах, хоча не мав музичного відео для просування. Маріт почала писати пісні, коли їй було всього 14 років, і вже претендувала на кращі та надихаючі тексти зі свого сольного дебютного альбому.

## Зміст
В пісні Маріт Ларсен закликає не здаватися, не опускати рук і не сумніватися в собі, коли хтось тебе принижує та змушує відчувати себе неповноцінним:
|  | ...Не можеш зрозуміти, втрачаєш самовладання. Будь ангелом над усіма, Знай свій таємний шлях, Смійся над усім, що вони говорять... |

|                | ...Вони завжди будуть тягнути тебе вниз. Перш ніж ти дізнаєшся про це, Вони заберуть твою посмішку і налякають, Вони будуть боротися і працювати над тим, Щоб затуманити і потривожити Твою упевненість в собі... |
| — Маріт Ларсен | |

## Учасники запису
- Банджо, – Майк Хартунг
- Бас – Томас Тофте
- Віолончель – Кая Петтерсен
- Ударні інструменти, – Лофтхус Торстен
- Мастеринг – Бйорн Энгельманн
- Ударні – Ерланд Ве
- Фортепіано, продюсер – Kåre Chr. Vestrheim
- Бубон – Ханс-Крістер Росбаха
- Слова, музика, вокал, гітара, фортепіано – Маріт Ларсен[2]